# Dolalghat

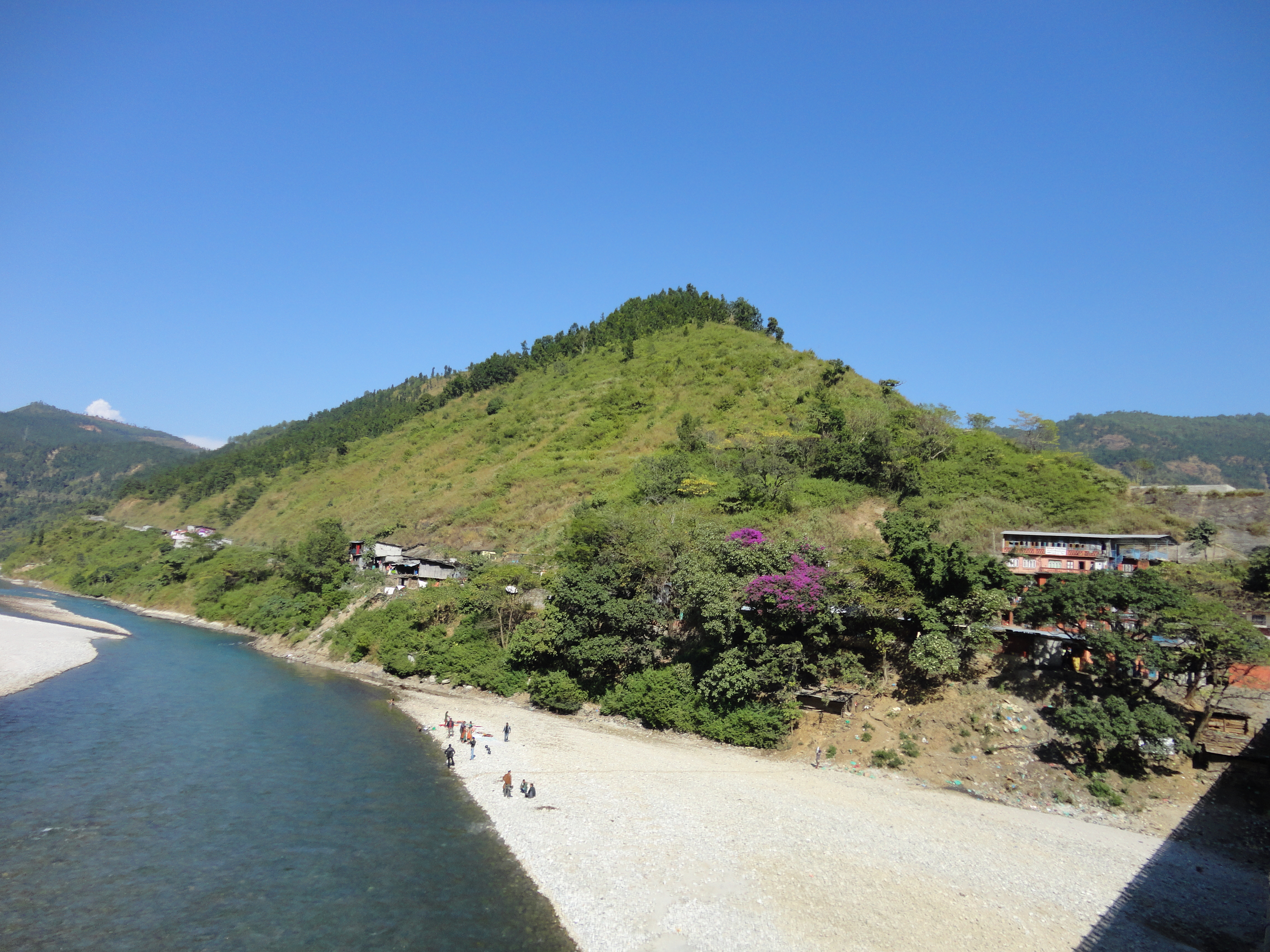
Indrawati in Dolalghat

Dolalghat (Nepali दोलालघाट) ist eine Kleinstadt und ein Village Development Committee in Zentral-Nepal im Distrikt Kabhrepalanchok.
Dolalghat liegt an der Mündung des Indrawati in den  Sunkoshi. Der Araniko Highway, eine wichtige Fernstraße von Kathmandu zur chinesischen Grenze, passiert den Ort.

## Einwohner
Bei der Volkszählung 2011 hatte Dolalghat 2126 Einwohner (davon 1063 männlich) in 467 Haushalten.